# Claude Curly Putman
Pour les articles homonymes, voir Putman.
Claude Putman, Jr. dit Curly Putman, né à Princeton en Alabama le 20 novembre 1930 et mort le 30 octobre 2016,, est un auteur-compositeur et chanteur américain.

## Biographie
Son père était ouvrier dans une scierie, et Claude fut élevé à la Putman Mountain en Alabama. Il fit partie de la Navy, passant quatre années sur le porte-avion USS Valley Forge. Il épouse Bernice Soon en 1956, et s'essaya à plusieurs petits boulots dans le lustre de la fin des années 1950 au début des années 1960, qui inspireront plus tard sa chanson My Elusive Dreams. Green, Green Grass of Home, son premier hit, écrit et composé alors qu'il travaillait pour le label Tree Records, lui assura la reconnaissance dans le métier. Chanté par Porter Wagoner en 1965, popularisé l'année suivante par Tom Jones, le titre fut repris par Johnny Cash ou encore Jerry Lee Lewis entre autres.
Claude Putman habite une ferme de Nashville qui inspira la chanson Junior's Farm de Paul McCartney & Wings, à la suite du court séjour que McCartney et son groupe y firent pendant l'été 1974.

## Liste sélective de ses plus célèbres chansons
- Green Green Grass of Home (Putman)
- My Elusive Dreams (Putman/Billy Sherrill)
- D-I-V-O-R-C-E (Putman/Bobby Braddock)
- He Stopped Loving Her Today (Putman/Bobby Braddock)